# Марк Рандолф
Марк Бернајс Рандолф (енгл. Marc Bernays Randolph; Чапаква, 29. април 1958) је амерички технолошки предузетник, саветник, говорник и заговорник заштите животне средине. Суоснивач је и први извршни директор предузећа Netflix.